# Kantoku
Kantoku (カントク Kantoku?) (nacido el 26 de marzo de 1985, prefectura de Hyōgo) es un ilustrador y diseñador de personajes, actualmente reside en la prefectura de Saitama. Es conocido por sus ilustraciones en novelas ligeras como Hentai Ouji to Warawanai Neko y por ser miembro activo de su círculo dōjin el quinto año después de la escuela (5-nenme no Houkago). Recientemente ha diseñado los personajes del próximo anime Magical Suite Prism Nana.

## Diseños

### Novelas ligeras
- Boku wa tomodachi ga sukunai: Universe (僕は友達が少ない ゆにばーす) ( MF Bunko J, ilustraciones)
- Matte te, Fujimori-kun! (待ってて、藤森くん!) (Fujimi Mystery Bunko, ilustraciones)
- Shinkyoku Sōkai Polyphonica Aphonic Songbird (神曲奏界ポリフォニカ エイフォニック・ソングバード) ( GA Bunko, ilustraciones)
- Hentai Ouji to Warawanai Neko (変態王子と笑わない猫。) ( MF Bunko J, ilustraciones)

### Juegos
- Angel breath （Caricature, Partial Key Illustration）
- Amesarasa ~ ame to, fushigi na kun ni, koi wosuru ~(アメサラサ 〜雨と、不思議な君に、恋をする〜) （CUFFS、Partial Key Ilustraciones）
- Natsu no ame (夏ノ雨) （CUBE, Key Ilustraciones）
- Your diary （CUBE, Key Ilustraciones）

### Ilustraciones
- Footprints Kantoku Artworks (あしあと　カントク アートワークス)(Kosaido publicaciones） ISBN 978-4-331-90022-2
- Polyphonica Aphonic Songbird Kantoku Artwooks (ソフトバンククリエイティブ/『カントクイラストレーションズ) (Soft Bank Creative publicaciones) ISBN 978-4-797-36511-5
- Ten yume & kantoku nosokomade kii te iinkai (天夢&カントクのそこまで聞いて委員会) (Kosaido publicaciones） ISBN 978-4-331-90075-8
- STEP -Kantoku Artworks 2- (STEP-カントク アートワークス2-)（Grupo E☆2 Editorial） ISBN 978-4-331-90058-1

### Círculos dōjin
- 5-nenme no Houkago (5年目の放課後)
- Chain-Reaction
- Nostalgic Children
- Yuugengaisha CUFFS
- Akutoku Doumei

### Anime
- Natsu no Arashi! （Square-Enix, Ilustración final del ep.11）
- Magical Suite Prism Nana (Diseño original de los personajes)
- Lagrange: La flor del Rin-ne 2.ª Temporada(Ilustración Final Episodio Ilustración 4)

### Personajes
- ComiPo! （Web Technology, Comipo-chan key ilustraciones)